# Яновщизна
Яновщизна (пол. Janowszczyzna) — село в Польщі, у гміні Сокулка Сокульського повіту Підляського воєводства.
Населення — 184 особи (2011).
У 1975-1998 роках село належало до Білостоцького воєводства.

## Демографія
Демографічна структура станом на 31 березня 2011 року:
|          | Загалом | Допрацездатний вік | Працездатний вік | Постпрацездатний вік |
| -------- | ------- | ------------------ | ---------------- | -------------------- |
| Чоловіки | 95      | 20                 | 62               | 13                   |
| Жінки    | 89      | 19                 | 54               | 16                   |
| Разом    | 184     | 39                 | 116              | 29                   |